# Victor François Poupinel
Victor François Poupinel (Vassy, 14 novembre 1815-Saint-Genis-Laval, 10 juillet 1884) est un procureur des missions français. 

## Biographie
Ordonné prêtre à Lyon en 1840, il devient secrétaire du supérieur général de la Société de Marie ainsi que procureur des missions. En 1847, il fonde à Sydney une procure secondaire et, de 1857 à 1870, est procureur général des missions pour l'Océanie. 
Il débarque ainsi à Sydney le 24 septembre 1857 et va parcourir toute l’Océanie occidentale. Il visite la Nouvelle-Calédonie à peine deux semaines après son arrivée puis la Nouvelle-Zélande et rédige, à chacun de ses voyages, des rapports très argumentés. En 1858, il fait un long périple qui le mène de Sydney à Sydney via Futuna, les Tonga, les  Samoa, Wallis et à nouveau Futuna. Il repart aussitôt pour la Nouvelle-Calédonie. 
Le supérieur général lui augmente ses pouvoirs en 1859, l'autorise à recevoir des vœux, à les relever, à modifier les nominations de missionnaires, à décider des retours en Europe, etc., et lui délègue une part de son autorité.
Il voyage en 1861 aux Fidji, aux Tonga, à Wallis, à Tokelau, aux Samoa, à Futuna (Kolopelu) et à Rotuma et y étudie la situation des missions ainsi que le moral de leurs occupants. Après un passage par la France en 1862, il revient rapidement dans l'Océanie et fonde en 1863 la procure de Sydney, la Vila Maria.
Jusqu'en 1870, il va encore effectuer six longs voyages dans l'Océanie avant de se retirer à Lyon où il va occuper le poste de procureur des missions jusqu'à sa mort. 
En 1873, il fonde la Société de géographie de Lyon.

## Publication
- Notes sur la Nouvelle-Calédonie, Bulletin de la Société de géographie, 1859, p. 43-44
- Nombreuses lettres dans les Annales de la propagation de la foi de 1857 à 1870